# Kvarnvik
Kvarnvik är en småort i Hannäs socken i Åtvidabergs kommun, Östergötlands län.